# Мирчинк, Фёдор Михайлович
Фёдор Михайлович Мирчинк (нем. Franz Mirtschink; 7 января 1852, Дрезден — 8 января 1919, Голицыно, Одинцовский район) — русский просветитель, лингвист и ориенталист. Известен как лужицкий учёный, языковед древних восточных языков и разработчик новой системы русской стенографии (1904—1908).
Отец геологов Георгия и Михаила Мирчинков.

## Биография
Родился в 1852 году в деревне у города Дрезден. Был двенадцатым ребёнком в крестьянской семье, родом и западных славян (Лужичане).
Учился в городе Праге:
- Лужицкий пансион (окончил в 1868)
- Карлов университет, филологический факультет и лингвистика (знал 15 языков).

В 1876 году был приглашён в Москву, учителем в семью Самариных, затем Мамонтовых.
С 1889 года работал и жил с семьёй в Лазаревском институте восточных языков (Москва), специализировался на древних восточных языках (армянский, санскрит и другие).
С 1895 года одновременно был преподавателем иностранных европейских языков, химии, стенографии и заведующим библиотекой в Московской практической академии коммерческих наук.
В 1901 году как надзиратель Московской практической академии коммерческих наук получил Орден Святой Анны 2-й степени
Известен как автор одного из первых курсов (система стенографии) и учебника по стенографии (несколько изданий 1904, 1905 и 1907).
В 1913 году вышел на пенсию.
В 1918 году был выслан из Москвы.
Скончался 8 января 1919 года в Голицыно, Московская область.

## Семья
Жена (с 1887 года) — Ольга Александровна, дочь А. А. Ефимова начальника Чертёжного департамента Министерства имуществ.
Дети:
- Георгий (1889—1942) — геолог, профессор.
- Анна (1891—1891) — рано скончалась.
- Екатерина (1892[10]-19??) — химик анилиновых красителей.
- Александр (1894—1918) — врач.
- Михаил (1901—1976) — геолог нефти и газа, профессор.

## Система упрощённой стенографии
Разработал систему стенографии (названную им «упрощённой стенографией»). Издал 5 книг по стенографии.
Курсивная система стенографии Ф. Мирчинка (1904) включает:
- по два обозначения для некоторых согласных букв («в», «д», «ч» и т. д.), обозначения для сочетаний согласных («сл», «ст», «тр» и т. д.);
- специальные средства для различения гласных (нажим, двойное отдаление и др.);
- отдельные обозначения для различных приставок («не-», «при-», «без-» и т. д.) и окончаний («-ние», «-ство», «-ость» и т. д.).

## Награды и чины

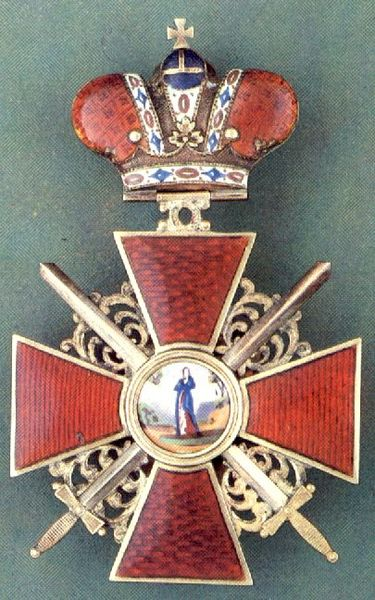
Знак ордена Святой Анны 2-й («Анна на шее»)

- 1898 — Орден Святой Анны 3-й степени
- 1901 — Орден Святой Анны 2-й степени
- 1911 — Статский советник[12]

## Членство в организациях
- Русское стенографическое общество

## Публикации
Основные книги:
- Упрощенная стенография : Для учебных заведений и самообучения, сост. Ф. Мирчинк. — Москва : тип. и словолитня О. О. Гербека, 1904. — [4], IV, 52, 42 с.
- Речи судебные и в Государственной думе / Ф. Мирчинк. — Москва : типо-лит. А. В. Киселева, 1907. — 82, 40 с. (Библиотека упрощенной стенографии; № 2).
- Самоучитель упрощенной стенографии : Ч. 1-2 / Ф. Мирчинк. — Москва : типо-лит. А. З. Киселева, 1907—1909. — 2 т.
- Сопоставление упрощенной стенографии с другими системами : Рус., нем. и фр. тексты / Ф. Мирчинк. — Москва : тип. А. З. Киселева, 1908. — 23 с.